# サンウィング航空
サンウィング航空（Sunwing Airlines）は、2025年まで運航していた、カナダの格安航空会社。2025年、ウエストジェットに吸収された。
観光地への旅客輸送を特色としている。夏はカナダ国内、冬はフロリダやカリブ海に向かう国際線が運航を主体としていた。

## 歴史
- 2005年、旅行代理店が企画したツアーの旅客輸送を担うチャーター専門の航空会社として発足した。
- 2005年11月、ボーイング737-800を使用して、トロント-サンティアーゴ・デ・クーバ間で運航を開始。
- 2005年12月、サドベリー空港（英語版）-キューバ・バラデロ線に就航した。サドベリー空港初の国際線直行便となる。
- 2006年11月、第2ハブのモントリオール発着路線の運航を開始[3]。
- 2015年、エア・リース・コーポレーションから、ボーイング737-800型機2機とボーイング737 MAX 8型機4機を導入する契約を締結。
- 2018年5月25日、初のボーイング737 MAXである737 MAX 8を受領。
- 2023年6月17日、ウエストジェット航空が、サンウィング航空を合併すると発表した。
- 2025年5月28日をもって、合併が完了し、サンウィング航空としての運航を終了。